# Томай
Томай (на румънски: Tomai) е село в автономния район Гагаузия в Южна Молдова. Населението му е около 5030 души (2009).
Разположено е на 60 m надморска височина в Черноморската низина, на 16 km западно от границата с Украйна и на 16 km югоизточно от град Комрат. Селото е основано през 1809 година от гагаузки преселници от Балканите. Според Константин Иречек, селото е основано от български колонисти в Бесарабия.